# Maciço do Itatiaia

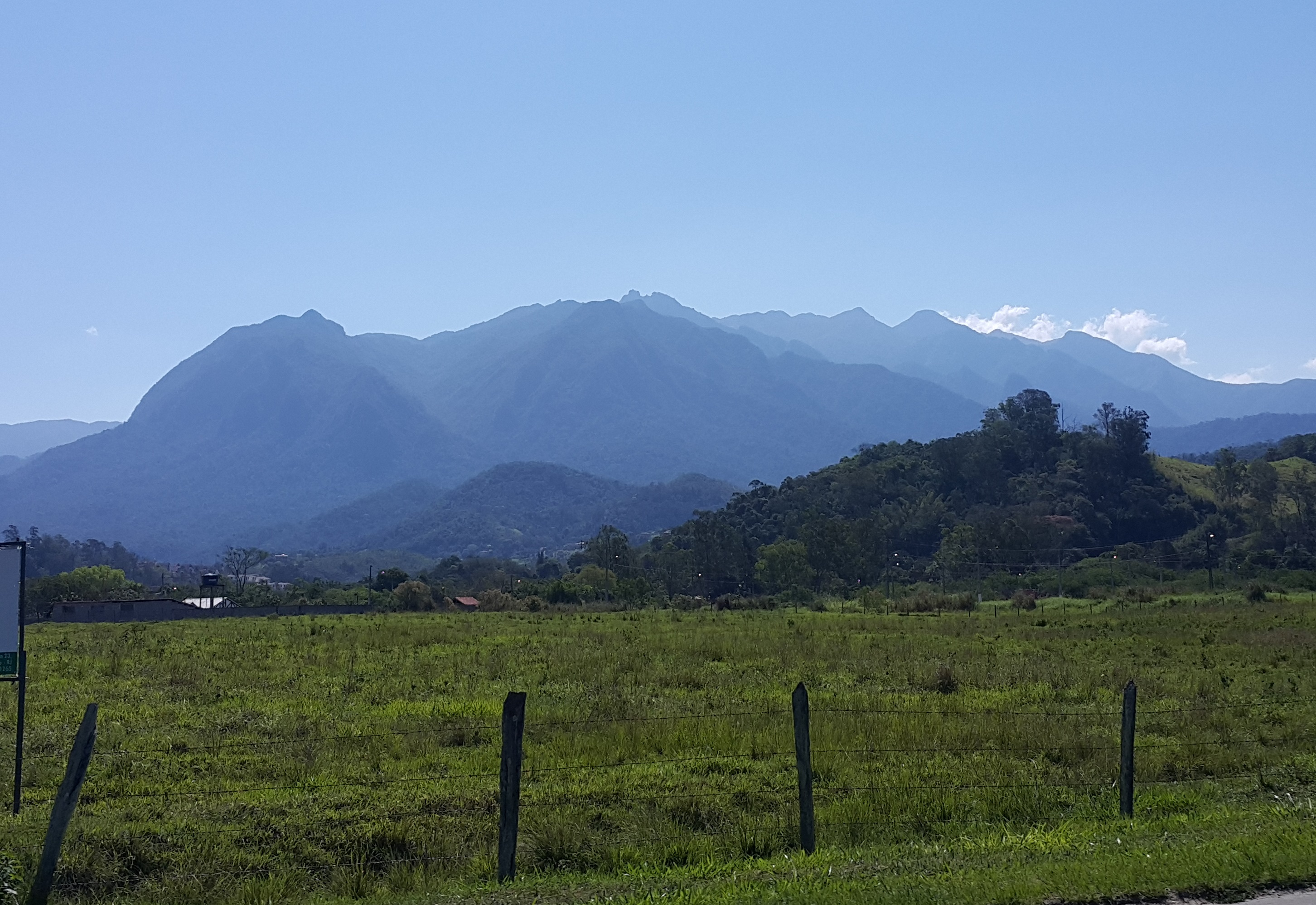
Maciço do Itatiaia visto da Rodovia RJ-163, no município de Itatiaia, Rio de Janeiro

Maciço do Itatiaia é onde se situa o Pico das Agulhas Negras, com 2.791,55m, na fronteira entre os estados do Rio de Janeiro e Minas Gerais, na direção NO da capital fluminense.